# ボビー・スミス
ボビー・スミス（Bobby Smith、1933年2月22日 - 2010年9月18日）は、イングランド・ノース・ヨークシャー・リングデール出身の元サッカー選手。ポジションはFW。

## 経歴
1950年にチェルシーFCとプロ契約を結ぶ。1955年までにリーグ戦で23ゴール、FAカップで7ゴール、公式戦30得点を記録した。1955年12月に1万8000ポンドの移籍金でトッテナム・ホットスパーFCに移籍した。
1957-58シーズンに36得点を記録し、トッテナムの選手としては初のリーグ得点王に輝くと、翌1958-59シーズンからトッテナムの監督に就任したビル・ニコルソンの下でも得点を量産。1960-61シーズン、リーグではレス・アレンやクリフ・ジョーンズらと共に得点を量産し、チーム内得点王となる公式戦33得点を記録。またFAカップ決勝ではゴールを決め、リーグ優勝とFAカップ制覇のダブルに大きく貢献した。翌1961-62シーズンのFAカップ決勝でも得点を決め、連覇に貢献。1962-63シーズンのUEFAカップウィナーズカップ優勝にも貢献した。
トッテナムでは公式戦317試合の出場で208ゴールを記録。これは2020年11月現在、ジミー・グリーブスに次ぐチーム歴代2位の得点数である。また12回のハットトリックを記録。60年代のチームの黄金期をグリーブスと共に支えた。
サッカーイングランド代表では1960年から1963年の間に15キャップで13ゴールを記録。また初キャップを記録する前の1958年に1958 FIFAワールドカップの代表メンバーに選ばれている。

## タイトル
チェルシー
- リーグ:1954-55

トッテナム
- リーグ:1960-61
- FAカップ:1960-61,1961-62
- FAチャリティ・シールド:1961,1962
- UEFAカップウィナーズカップ:1962-63
- リーグ得点王:1957-58